# Pago (företag)

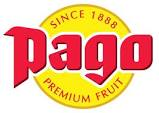

Pago är ett österrikiskt företag som gör fruktjuice. Företaget grundades 1888 och finns i över 30 länder. Pagos juicer görs av 100% frukt som odlas och skördas naturligt. På 1990-talet ändrades deras design till den de har nu.